# Dichiarazione Balfour (1926)
La dichiarazione Balfour del 15 novembre 1926 è un documento derivante da una conferenza imperiale britannica presieduta da Arthur Balfour. Riconosce la piena sovranità dei dominion dell'Impero britannico: Canada, Australia, Nuova Zelanda, Sudafrica, Irlanda e Terranova, nei confronti del Regno Unito.
La dichiarazione proclama che il Regno Unito e i domini sono "comunità autonome all'interno dell'Impero britannico, di pari status, non subordinate tra loro in alcun aspetto dei loro affari interni o esteri, ma unite da la loro comune fedeltà alla Corona, e liberamente associati come membri del Commonwealth britannico delle Nazioni”. Questa dichiarazione rende ufficiale una situazione preesistente, dal momento che i domini avevano, in pratica, già acquisito la loro indipendenza.
La dichiarazione cambiò anche il ruolo dei governatori generali, che non sarebbero più stati rappresentanti del governo britannico (imperiale) nei domini, ma rappresentanti della Corona. Ciò ha segnato la fine ufficiale dell'interferenza del governo britannico nel governo dei dominion.
Lo Statuto di Westminster del 1931 riproduceva i termini di questa dichiarazione, ma li accentuava per offrire piena sovranità ai domini.